# Sulejówek Miłosna

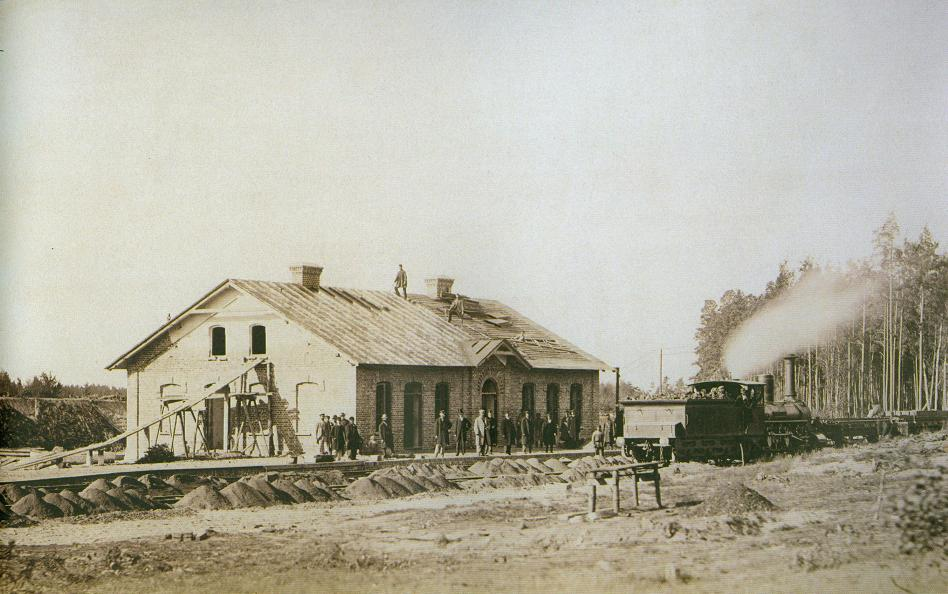
Stacja Miłosna w 1866

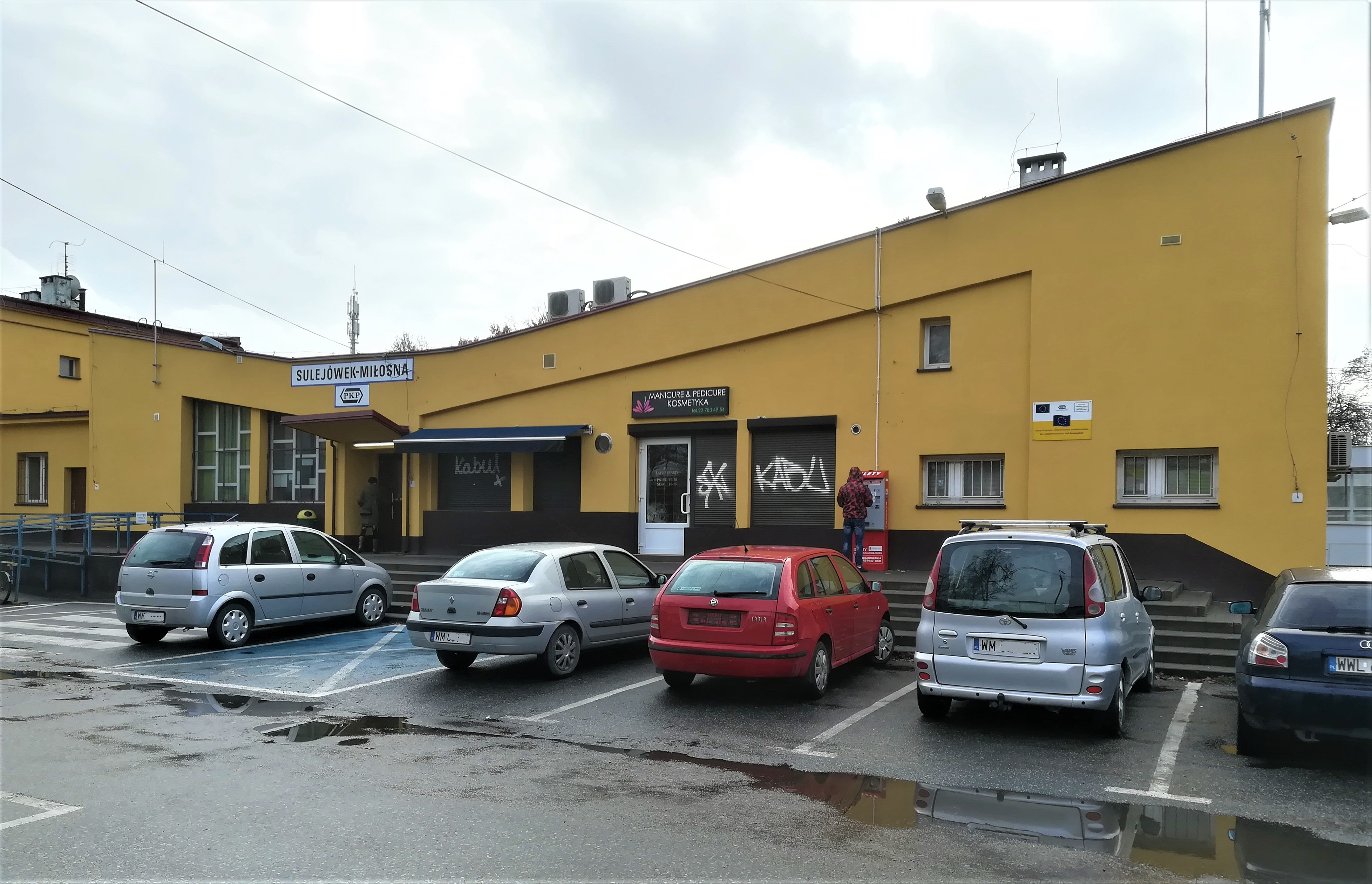
Dworzec od strony miasta (2019)

Sulejówek Miłosna – stacja kolejowa Polskich Kolei Państwowych położona przy ulicy Stanisława Staszica, w mieście Sulejówek w dzielnicy Miłosna (dawniej część wsi Cechówka) w województwie mazowieckim. Według klasyfikacji PKP ma kategorię dworca aglomeracyjnego. Jest częścią tzw. węzła mińskiego. Na stacji zatrzymują się pociągi osobowe Kolei Mazowieckich oraz Warszawskiej Szybkiej Kolei Miejskiej, dla których (linia S2) stacja ta jest stacją końcową.

## Ruch pasażerski
| Rok  | Wymiana roczna | Wymiana pasażerska na dobę | miejsce w Polsce |
| ---- | -------------- | -------------------------- | ---------------- |
| 2017 | 1 530 000      | 4200                       | 56               |
| 2018 | 1 640 000      | 4500                       |                  |
| 2019 | 910 000        | 2500                       |                  |
| 2020 | 910 000        | 2500                       | 66               |
| 2021 | 1 500 000      | 4100                       | 55               |
| 2022 | 2 153 500      | 5900                       | 64               |
| 2023 | 1 314 000      | 3600                       |                  |

## Opis stacji

### Perony
Stacja posiada dwa perony o długości 200 m:
- Peron 1 - Peron boczny (jedna krawędź peronowa),
- Peron 2 - Peron wyspowy (dwie krawędzie peronowe).

Powierzchnia peronów pokryta jest kostką brukową i betonowymi płytami.
Na peronach znajdują się wiaty przystankowe

### Budynek stacyjny
Budynek stacyjny znajduje się po północnej stronie torów, przy ulicy Staszica (przy peronie nr 2). W budynku jest poczekalnia,

### Przejścia przez tory

#### Przejście podziemne
Przejście podziemne znajduje się na zachodniej głowicy peronów. Zbudowane zostało podczas modernizacji stacji w zastępstwie przejścia nadziemnego. Jest przystosowane dla potrzeb osób niepełnosprawnych. Przejście łączy oba perony oraz obie strony torów. Wejścia do przejścia podziemnego znajdują się przy ulicy Staszica (przy budynku dworcowym) po jednej stronie torów i przy ulicy Okrzei (po drugiej stronie torów).

#### Przejazd kolejowo-drogowy
Na zachód od peronów znajduje się przejazd kolejowo-drogowy w ciągu ulicy Krasińskiego. Jest zabezpieczony rogatkami i obsługiwany przez dróżnika.

## Połączenia pasażerskie

### Koleje Mazowieckie
Ze stacji można bezpośrednio dojechać do:

- Mińska Maz.
- Siedlec
- Mrozów
- Łukowa
- Warszawy Zachodniej
- Warszawy Wschodniej
- Grodziska Maz.
- Żyrardowa
- Skierniewic
- Sochaczewa
- Łowicza Gł.

Połączenia są obsługiwane elektrycznymi zespołami trakcyjnymi EN57AKM, EN57AL, ER75 i ER160 oraz Spalinowymi zespołami trakcyjnymi 222M (tylko RE21 do Czeremchy).

## Schemat stacji
Stacja posiada trzy tory z możliwością przejazdu bez zatrzymania:
- dwa tory przelotowe magistrali Warszawa - Terespol - tory nr 1 i 2,
- tor nr 4 (bocznica dla peronu 2) - tor wykorzystują składy SKM, które kończą bieg na stacji.

Wszystkie trzy tory posiadają pełne przejścia rozjazdowe.